# Ambuloasteroidea
Sous-classe
Les Ambuloasteroidea sont une sous-classe d'étoiles de mer.

## Systématique et taxonomie
Ce taxon a été créé en 2003 pour distinguer toutes les étoiles de mer « modernes » (actuelles ou fossiles « récents ») des groupes fossiles archaïques Euaxosida, Hadrosida et Kermasida. Toutes les espèces contemporaines d'étoiles de mer en font donc partie.
Le nom valide complet (avec auteur) de ce taxon est Ambuloasteroidea Blake (d) & Hagdorn (d), 2003.
Classification inférieure selon WoRMS :
- infraclasse Concentricycloidea Baker, Rowe & Clark, 1986 -- étoiles archaïques
- infraclasse Neoasteroidea Gale, 1987 -- 99 % des étoiles de mer modernes
- famille fossile des Calliasterellidae Schondorf, 1910 †
- famille fossile des Compsasteridae Schuchert, 1914 †